# Ericsson
Telefonaktiebolaget LM Ericsson (lit. 'Telephone Stock Company of LM Ericsson'), cunoscută obișnuit ca Ericsson, este o companie multinațională suedeză de rețele și telecomunicație cu sediul în Stockholm. Compania vinde infrastructură, software, și servicii în tehnologia informației și comunicațiilor pentru furnizori de servicii de telecomunicație și întreprinderi, inclusiv, printre altele, echipament 3G, 4G și 5G equipment, și sisteme de Internet Protocol (IP) și transport optic. Compania are peste 100,000 de angajați și are operațiuni în peste 180 de țări. Ericsson are peste 57,000 de brevete acordate.

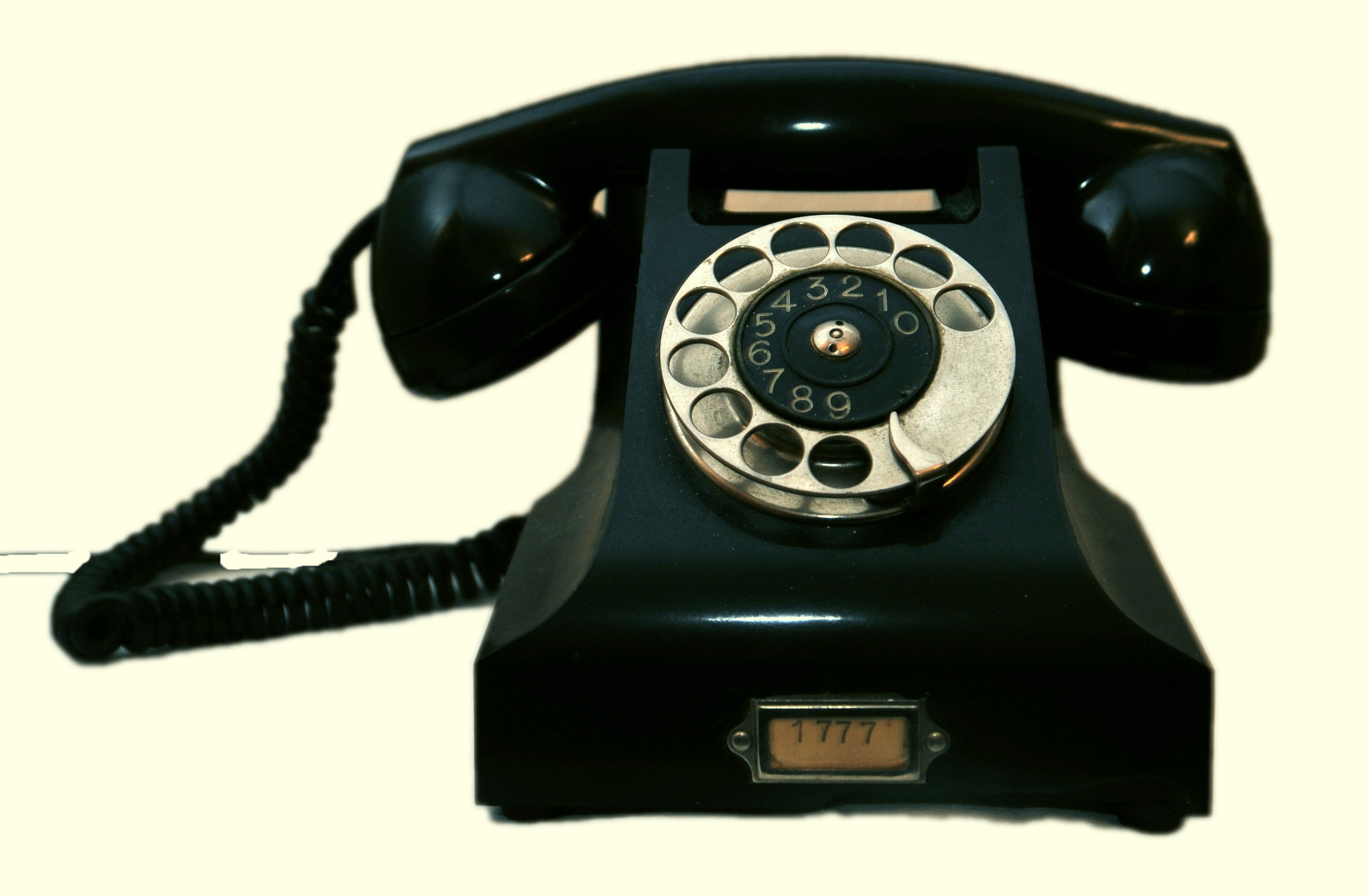
Telefon produs de Ericsson în 1939

Ericsson a fost un contribuitor principal al industriei de telecomunicație și este unul din liderii 5G.
Compania a fost fondată în 1876 de Lars Magnus Ericsson și este controlată în comun de familia Wallenberg prin compania sa de holding Investor AB și de banca universlaă Handelsbanken prin compania sa de investiție Industrivärden. Familia Wallenberg și sfera Handelsbanken au achiziționat acțiunile A cu drepturi de vot, și, prin urmare, controlul lui Ericsson, după căderea imperiului Kreuger la începutul anilor 1930.
Ericsson este inventatorul tehnologiei Bluetooth.

## Achiziții

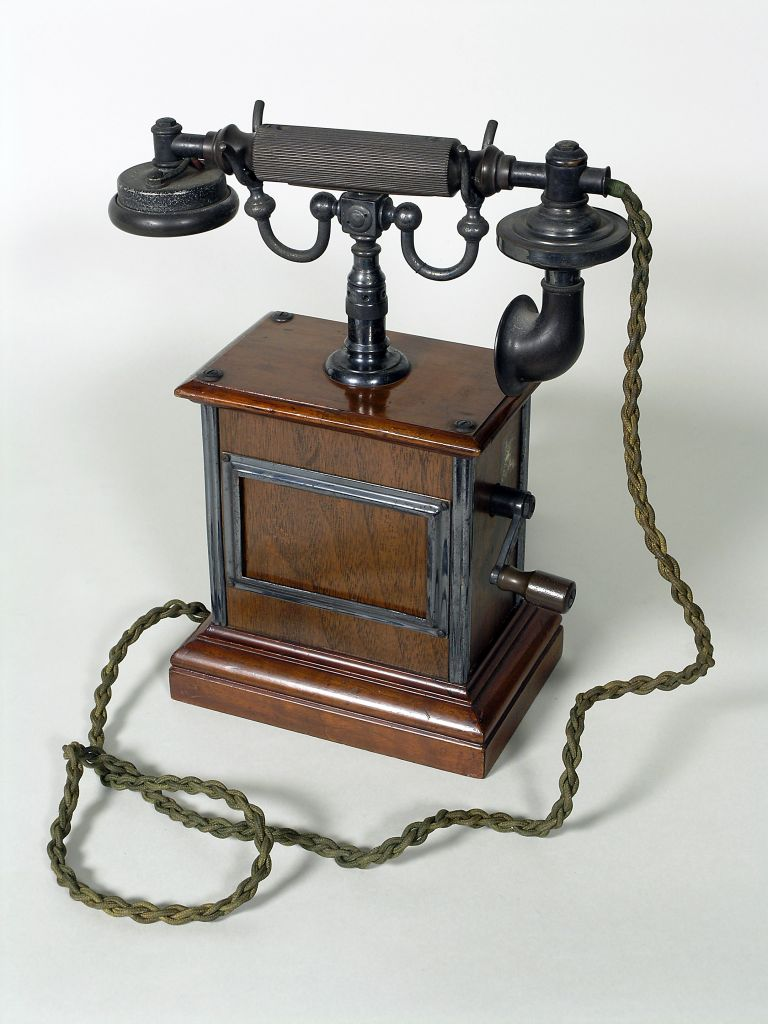
Unul din primele telefoane Ericsson, din lemn, realizat de Ericsson Telefon Co Ltd., Nottingham, Anglia, aflat în colecția muzeului Thinktank, Birmingham Science Museum.

În anul 2006, Ericsson a finalizat integrarea companiei britanice Marconi, un important producător de echipamente telecom, și a achiziționat pentru 2,1 miliarde dolari compania Redback Networks, producător american de routere de mare viteză.
Ericsson a preluat și Tandberg Television, un important furnizor de servicii IPTV.
În iunie 2007, Ericsson a anunțat că va cumpăra producătorul software german LHS pentru suma de 310 milioane de euro.

## Ericsson în România
Compania este prezentă și în România din anul 1994.
În mai 2007 a deschis un centru de cercetare și dezvoltare în București.
În ianuarie 2010, Ericsson România a preluat 400 de angajați ai operatorului Romtelecom, care activau în departamentele de comutație și electroalimentare.
Număr de angajați:
| An       | 2010  | 2009 | 2008 | 2007 |
| -------- | ----- | ---- | ---- | ---- |
| angajați | 1.200 | 861  | 399  | 130  |

Cifra de afaceri:
| An            | 2010 | 2009  | 2008 | 2006 | 2005 |
| ------------- | ---- | ----- | ---- | ---- | ---- |
| milioane euro | 134  | 122,3 | 114  | 115  | 39   |